# جيم كارلن
جيم كارلن (بالإنجليزية: Jim Carlin)‏ هو لاعب كرة قاعدة أمريكي، ولد في 23 فبراير 1918 في برمنغهام في الولايات المتحدة، وتوفي بنفس المكان في 29 نوفمبر 2003.